# مهمانی (ترانه بیانسه)
«مهمانی» تک‌آهنگی از هنرمند اهل ایالات متحده آمریکا بیانسه به همراهی آندره ۳۰۰۰ است. در این ترانه کانیه وست صدای پس زمینه را دارد. این ترانه به عنوان چهارمین تک‌آهنگ از آلبوم ۴ (آلبوم بیانسه) در اوت ۲۰۱۱ منتشر شد. این ترانه نامزد بهترین ترانه رپ در پنجاه و چهارمین مراسم جایزه گرمی شدو رتبه ۵۰ در ۱۰۰ آهنگ داغ بیلبورد را بدست آورد.